# Alyssopsis
Alyssopsis – rodzaj roślin z rodziny kapustowatych. Obejmuje dwa gatunki. Zasięg rodzaju obejmuje Kaukaz Południowy, Iran i Turkmenistan.

## Morfologia
PokrójByliny z palowym systemem korzeniowym i owłosionym, pokrytym gwiazdkowatymi włoskami pędem.
LiścieŁodygowe, siedzące, o nasadzie uszkowatej do obejmującej łodygę, jajowate do eliptycznych, całobrzegie i ząbkowane.
KwiatyZebrane w grona. Cztery działki kielicha są wyprostowane lub rozpostarte. Cztery płatki korony mają barwę żółtą, kształt zaokrąglony, u nasady z krótkim paznokciem. Pręcików jest 6, przy czym cztery są dłuższe. Pylniki podługowate. Zalążnia z krótką lub niemal całkiem zredukowaną szyjką słupka zakończoną nierozwidlonym znamieniem.
OwoceRównowąskie, odginające się łuszczyny zawierające 15 lub więcej nieoskrzydlonych nasion.

## Systematyka
Rodzaj reprezentuje plemię Alyssopsideae (opisane w 2010, wcześniej rodzaj klasyfikowany był do Camelineae) w obrębie rodziny kapustowatych Brassicaceae.
Wykaz gatunków
- Alyssopsis mollis (Jacq.) O.E.Schulz
- Alyssopsis trinervis Botsch. & Seifulin